# 夏洛蒂鎮

夏綠蒂鎮的人口年齡分布

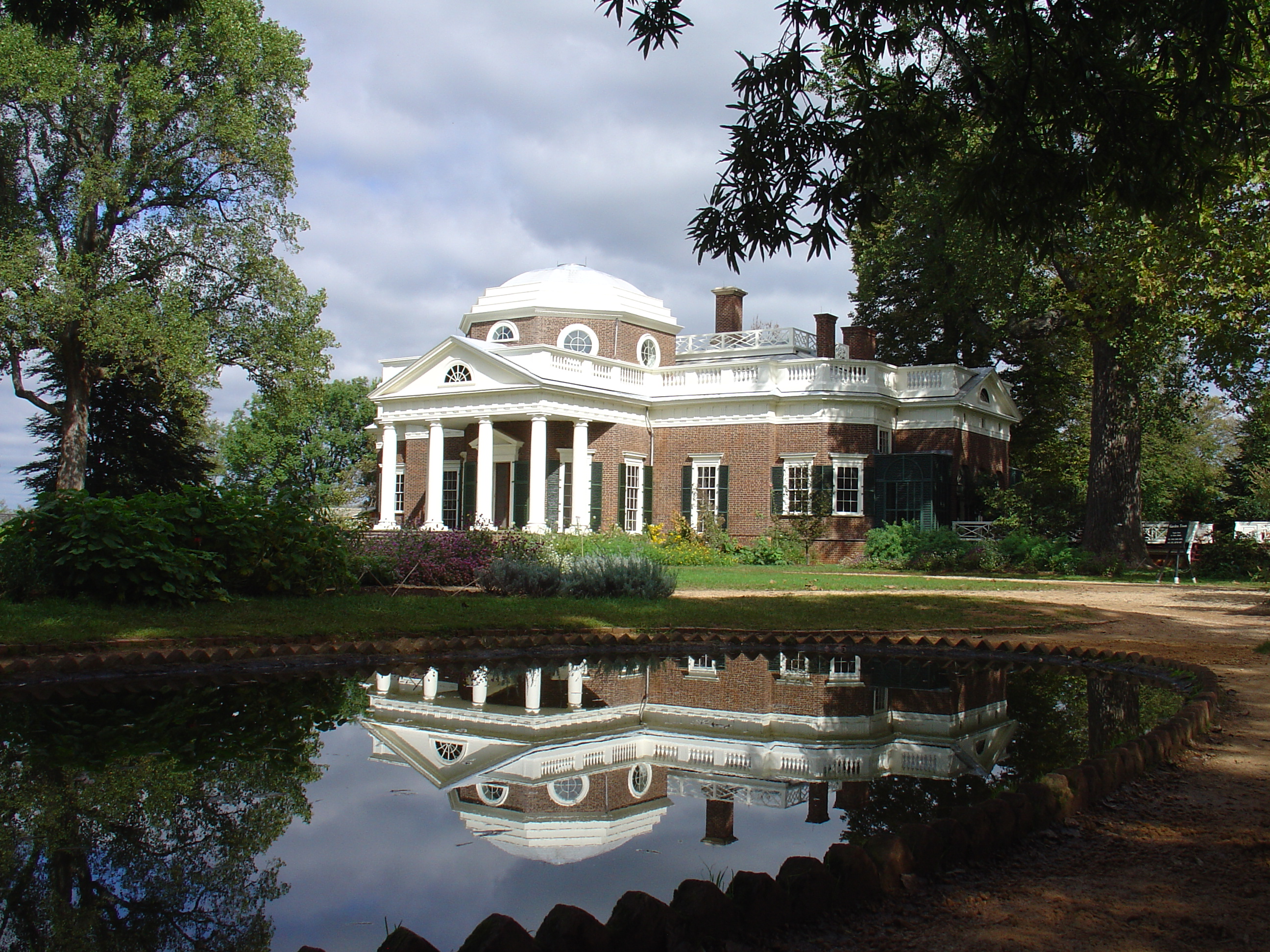
托馬斯·傑斐遜之家

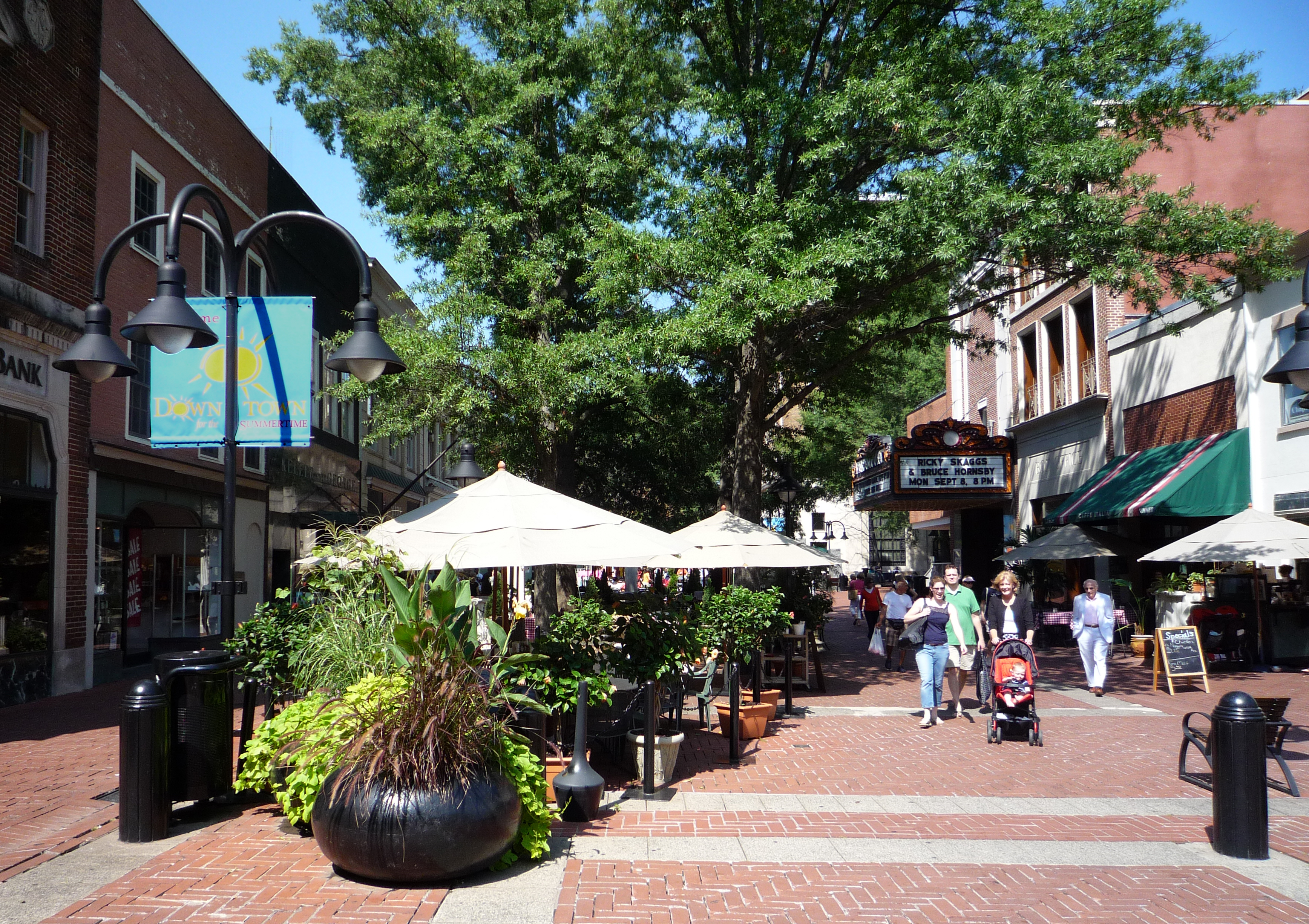
市中心步行街

夏綠蒂鎮（英語：Charlottesville）是美国弗吉尼亚州的一座城市。它是阿爾伯馬爾郡的县治，但本身也是一座独立市。詹姆斯河的支流里凡納河流经市内，藍嶺山脈位于城市以西約30公里。
曾任美国总统的托马斯·杰斐逊、詹姆斯·麦迪逊和詹姆斯·门罗都曾在夏綠蒂鎮居住。杰斐逊的故居蒙蒂塞洛以及他创建的弗吉尼亚大学均位于该市邻近区域，两者于1987年共同入选联合国教科文组织世界遗产。

## 歷史
夏洛茨维尔于1762年建立，其名称来自当时的英国国王喬治三世的妻子夏洛特王后。在南北战争时期，该地市长先后向联邦军的乔治·阿姆斯特朗·卡斯特和菲利普·谢里登将军投降，夏洛茨维尔得已免受战火侵扰，仅在1864年爆发了一场小冲突。
自十九世紀末，此城的人口始見增長，由原來二千多人，增加至1910年的六千多人；而在1910-20年間，人口首次破萬，增長達58%。

### 著名事件
- 2017年团结右翼集会

## 經濟
夏洛茨维尔是美国国家射电天文台和麦考密克天文台两座天文观测设施的所在地。
据2019年的市政府统计，夏洛茨维尔市内的前十大雇主分别为：
| 排名 | 雇主                                  | 雇员人数 |
| ---- | ------------------------------------- | -------- |
| 1    | 弗吉尼亚大学医院系统                  | 1,000+   |
| 2    | 夏洛茨维尔市政府                      | 1,000+   |
| 3    | 弗吉尼亚大学健康服务基金会            | 1,000+   |
| 4    | 夏洛茨维尔教育委员会                  | 500–999  |
| 5    | Servicelink Management Com Inc        | 500–999  |
| 6    | 爱玛客                                | 500–999  |
| 7    | WorldStrides (Lakeland Tours)         | 500–999  |
| 8    | Association for Investment Management | 250-499  |
| 9    | Rmc Events                            | 250-499  |
| 10   | 克拉奇菲尔德集团                      | 250–499  |

## 人口
| 调查年                                                 | 人口   | 备注  | %±     |
| ------------------------------------------------------ | ------ | ----- | ------ |
| 1870                                                   | 2,838  |       | —      |
| 1880                                                   | 2,676  |       | −5.7%  |
| 1890                                                   | 5,591  |       | 108.9% |
| 1900                                                   | 6,449  |       | 15.3%  |
| 1910                                                   | 6,765  |       | 4.9%   |
| 1920                                                   | 10,688 |       | 58.0%  |
| 1930                                                   | 15,245 |       | 42.6%  |
| 1940                                                   | 19,400 |       | 27.3%  |
| 1950                                                   | 25,969 |       | 33.9%  |
| 1960                                                   | 29,427 |       | 13.3%  |
| 1970                                                   | 38,880 |       | 32.1%  |
| 1980                                                   | 39,916 |       | 2.7%   |
| 1990                                                   | 40,341 |       | 1.1%   |
| 2000                                                   | 40,099 |       | −0.6%  |
| 2010                                                   | 43,475 |       | 8.4%   |
| 2019年估计                                             | 47,266 | [ 5 ] | 8.7%   |
| Decennial Census 1790–19601900–1990 1990–20002010–2015 |        |       |        |

2010年的人口统计显示，夏洛茨维尔人口为43475人，其中69.1%为白人、19.4%为黑人、6.4%为亚裔、0.3%为美国原住民。

## 體育
夏洛茨维尔市内沒有職業體育隊，但有大学校队弗吉尼亞大學騎士隊，代表学校参加国家大学体育协会（NCAA）的第一级别比赛。在史考特體育場进行的橄欖球赛、以及在约翰·保罗·琼斯竞技场进行的篮球赛每年吸引大量的球迷前来观看。

## 教育
夏洛茨维尔的义务教育由夏洛茨维尔公立學校系统提供。學校系統内共有六所小學、一所中學和一所高中（夏洛茨维尔高中）。弗吉尼亚大学和皮埃蒙特弗吉尼亚社区学院位于夏洛茨维尔境内。杰斐逊-麦迪逊区域图书馆为夏洛茨维尔及邻近区域提供服务。

## 交通
夏洛茨维尔联合车站位于夏洛茨维尔市内。夏洛茨维尔阿爾伯馬爾機場位于市区以北约10公里处，由美鹰航空等支线航空公司运营前往纽约拉瓜迪亚机场、芝加哥奥黑尔机场和亚特兰大机场等地的航线。64號州際公路、250号美國國道和29号美國國道等三条公路通過夏洛茨维尔。